# Verbascum viridissimum
Verbascum viridissimum är en flenörtsväxtart som beskrevs av Nikolai Andreev Stojanov och Stefanov. Verbascum viridissimum ingår i släktet kungsljus, och familjen flenörtsväxter. Inga underarter finns listade i Catalogue of Life.